# Kleiner Heuberg

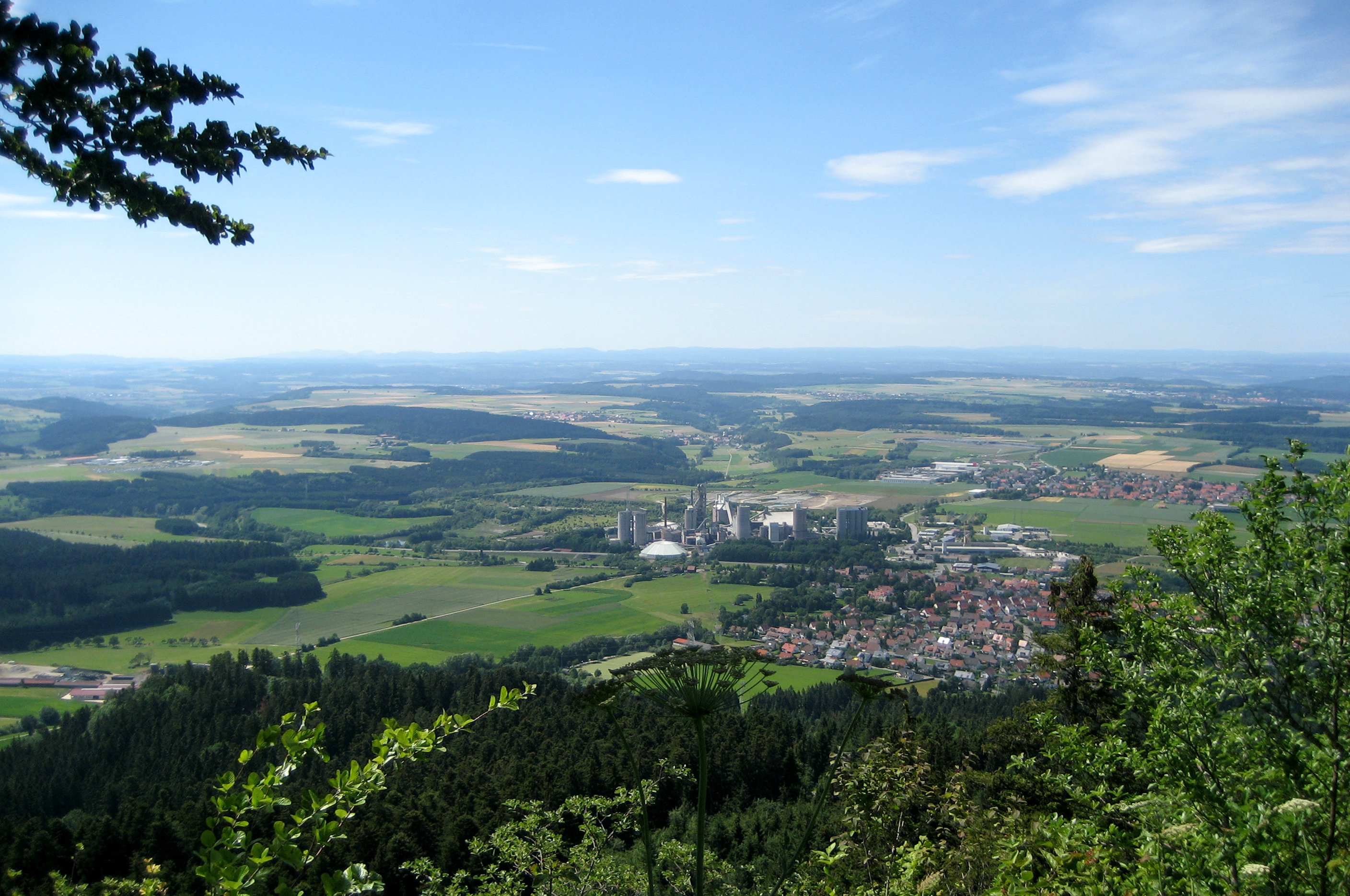
Blick vom Plettenberg über den Kleinen Heuberg zum Nordwestrand (im Vordergrund Dotternhausen)

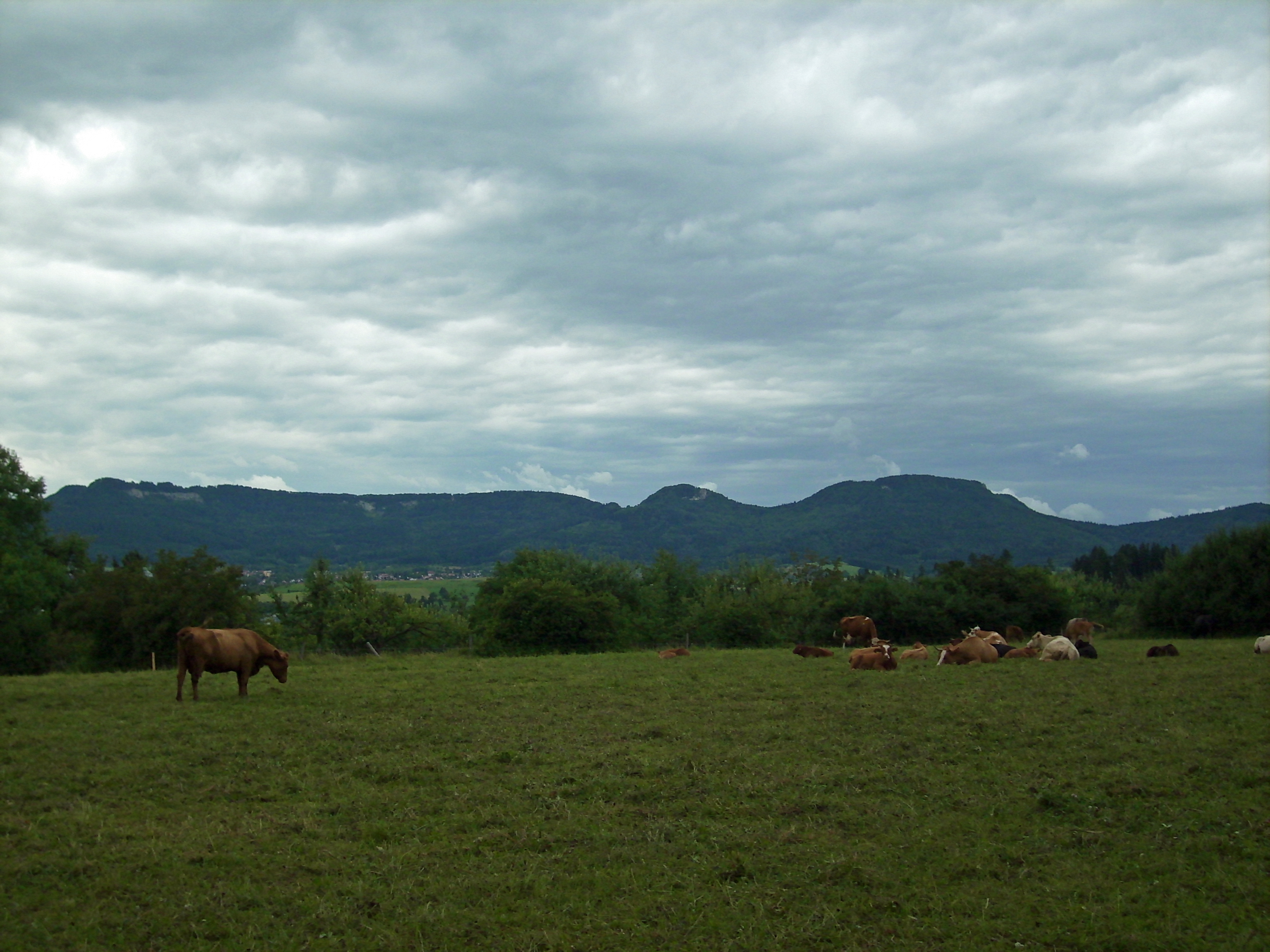
Blick vom Kleinen Heuberg auf den Albtrauf des Großen Heubergs bzw. die Balinger Berge

Der Kleine Heuberg ist eine Region am Rande der Schwäbischen Alb in Baden-Württemberg und bildet den südlichsten Teil des Schwäbischen Keuper-Lias-Landes bzw. einen markanten Teil des Vorlandes der westlichen Schwäbischen Alb.

## Geographie
Der Kleine Heuberg liegt größtenteils im Zollernalbkreis. Auf dem am weitest-herausragenden Teil im Nordwesten befindet sich die Stadt Rosenfeld mit fünf ihrer Ortsteile (lediglich der Ortsteil Heiligenzimmern liegt nicht auf dem Kleinen Heuberg, sondern im Stunzachtal). Weitere Orte sind die Stadt Geislingen mit den Ortsteilen Binsdorf und Erlaheim, die Gemeinde Dormettingen sowie die Balinger Stadtteile Ostdorf und Engstlatt. Als Grenze zum südlich anschließenden Prim-Albvorland gilt der Schwarzenbach bei Zimmern unter der Burg. Sowohl nach Süden in Richtung Wellendingen als auch nach Osten in Richtung Grosselfingen hin wird die Platte wieder zunehmend schmaler; sie nähert sich wieder mehr dem im Südosten des Kleinen Heubergs verlaufenden Albtrauf an. Eine eindeutige Abgrenzung wird hier deutlich schwieriger.

## Geologie
Die im Allgemeinen sehr schmal ausfallende Schichtstufe des Schwarzen Jura im Südwestdeutschen Stufenland erreicht im Bereich des Kleinen Heubergs eine Breite von mehreren Kilometern und bildet somit eine durch mehrere Flusstäler zerteilte, weit in den Nordwesten herausragende Platte mit Höhen um 700 m ü. NHN. An deren Westrand kann diese Hochfläche durch den stark abfallenden, bewaldeten Stufenhang am deutlichsten von der bis zu 100 m tiefer liegenden Neckar-Gäuplatte wahrgenommen werden.
Nördlich des Kleinen Heubergs setzt sich eine bewaldete Hügellandschaft fort, die eine ähnliche Höhe wie die Flächen des Kleinen Heubergs erreicht, allerdings aufgrund des weniger widerstandsfähigen Keupers eine deutlich welligere Hügellandschaft bildet. Auf einem dieser Keuperhügel befindet sich das Kloster Kirchberg.

## Namensgebung
Die Bezeichnung Kleiner Heuberg ergab sich insbesondere zur Abgrenzung gegenüber dem sich direkt im Südosten anschließenden Großen Heuberg auf der Schwäbischen Alb. Wie auch beim Großen Heuberg, so wird teilweise auch beim Kleinen Heuberg lediglich vom Heuberg gesprochen.

## Täler
Mit der Eyach und der Schlichem durchschneiden zwei Zuflüsse des Neckars die Ebenen des Kleinen Heubergs. Daneben haben mit Steinach, Stunzach und Geislinger Riedbach drei Zuflüsse der Eyach ihren Ursprung am Rand des Kleinen Heubergs. In den Tälern von Eyach und Steinach liegt die Kreisstadt Balingen mit einigen ihrer Stadtteile. Diese Täler können als südöstliche Grenze des Kleinen Heubergs angesehen werden. Die Schlichem läuft ab Schömberg über Dautmergen nach Rotenzimmern in westlicher Richtung quer durch den Kleinen Heuberg.